# Euphranta bimaculata
Euphranta bimaculata är en tvåvingeart som först beskrevs av Malloch 1939.  Euphranta bimaculata ingår i släktet Euphranta och familjen borrflugor. Inga underarter finns listade i Catalogue of Life.